# Nio ES7
Nio ES7 — электромобиль-внедорожник производства компании NIO, запущенный в производство в июне 2022 года.

## Описание
Автомобиль Nio ES7 берёт энергию от литий-ионного аккумулятора, который можно заменить, как у Nio ES8. Вместимость внедорожника составляет 5 мест. Кузов и шасси изготовлены из алюминия, а компоновка — полноприводная. Стандартная комплектация оборудована пневматической подвеской. Коэффициент лобового сопротивления составляет 0,263 Кд.
Nio ES7 оснащается электродвигателями как с постоянными, так и с асинхронными магнитами. Благодаря двухмоторной компоновке автомобиль разгоняется до 100 км/ч за 3,9 секунды, а торможение происходит в пределах 33,9 метров. Запас хода составляет 485—930 км по циклу CLTC. Также существует возможность буксировки прицепа грузоподъёмностью 2 тонны. По габаритам модель близка к Nio ES6.
В 2023 году автомобиль получил 5 звёзд рейтинга в EuroNcar.
Цены варьируются от 468 000 до 548 000 юаней.

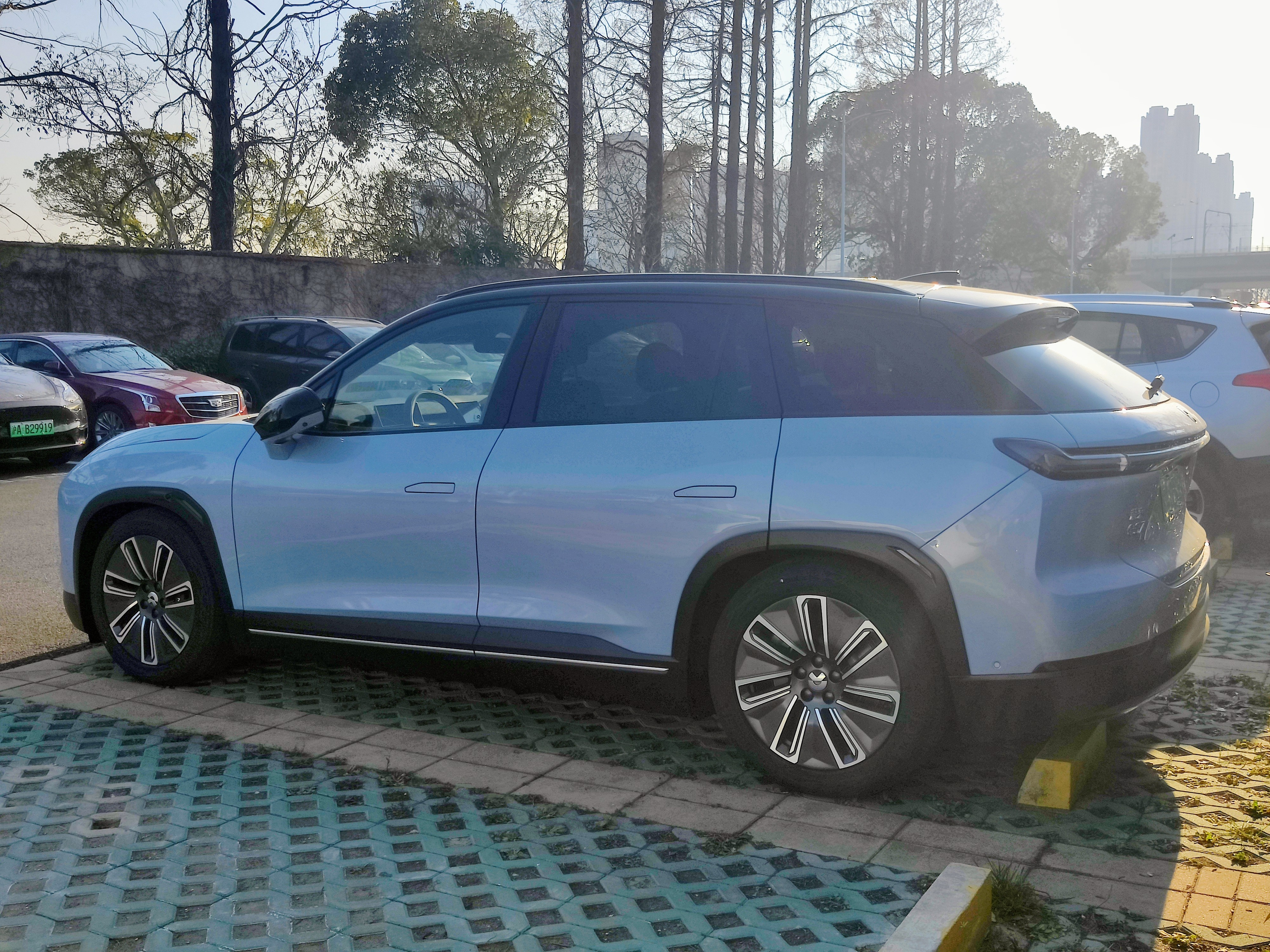
Вид сбоку
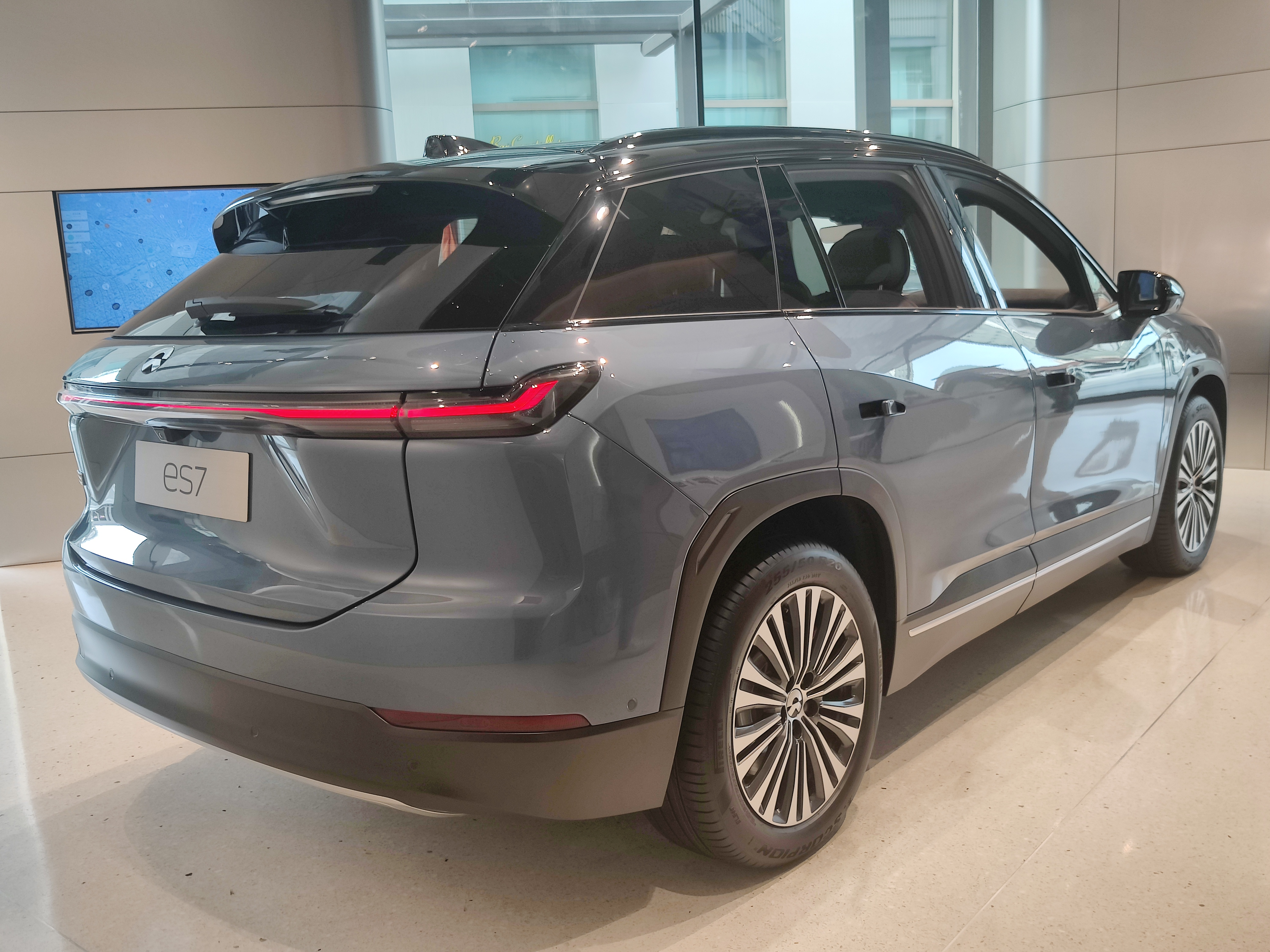
Вид сзади
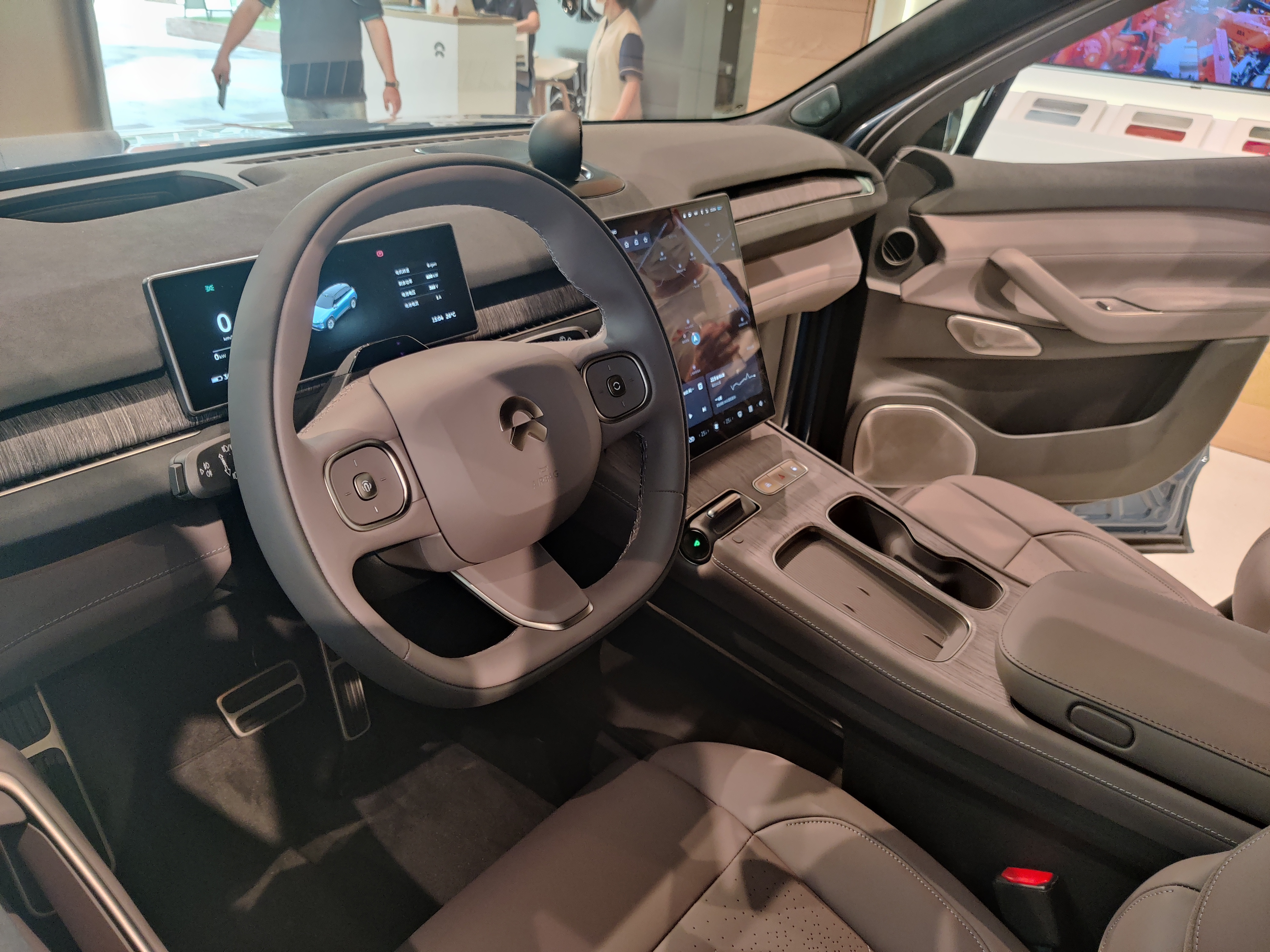
Интерьер

## В России
Автомобили Nio ES7 вышли на российский рынок 21 июля 2023 года. Цены варьируются от 8 500 000 до 11 400 000 рублей. Конкурентом является BMW iX.